# جوزيف بيدييه
جوزيف أدولف بيدييه (بالفرنسية: Joseph Adolphe Bédier)‏ هو كاتب ومؤرخ فرنسي ولد في يوم 28 يناير 1864 في باريس لعائلة من أصل بريتوني، والده أدولف بيدييه هو محامي، أمضى طفولته في ريونيون، درس التاريخ الفرنسي الوسيط في جامعة فريبورغ في سويسرا وحصل على درجة البروفيسور من كلية فرنسا في سنة 1893، إختص بدراسة أغاني البطولة في العصور الوسطى وعن أشعار الفابيلو. درس قصة تريستان وإيزولت ونشيد رولاند، في سنة 1920 أصبح عضواً في أكاديمية اللغة الفرنسية وبقي عضواً فيها إلى وفاته، وفي سنة 1929 أصبح عضواً في الأكاديمية الأمريكية للفنون والعلوم. توفي في 29 أغسطس 1938 في قرية لي غراند سير في فرنسا.

## روابط خارجية
- جوزيف بيدييه على موقع الموسوعة البريطانية (الإنجليزية)
- جوزيف بيدييه على موقع ميوزك برينز (الإنجليزية)